# Rising Tide
Il Rising Tide è una società pallavolistica maschile statunitense con sede a Washington: milita nella NVA.

## Rosa 2017-2018
| N° | Nome                | Ruolo | Data di nascita  | Nazionalità sportiva |
| -- | ------------------- | ----- | ---------------- | -------------------- |
| 1  | Bart Kowalski       | P     | 31 luglio 1983   | Stati Uniti          |
| 2  | Armen Zakarian      | S     | 28 ottobre 1984  | Stati Uniti          |
| 2  | Parker Boehle       | L     | 17 agosto 1994   | Stati Uniti          |
| 3  | Fred Stahl          | C     | 17 maggio 1991   | Stati Uniti          |
| 3  | Matthew Jones       | S     | -                | Stati Uniti          |
| 4  | Isaac Kneubuhl      | L     | 1º gennaio 1985  | Stati Uniti          |
| 4  | Austin Kingi        | S     | 17 agosto 1993   | Stati Uniti          |
| 5  | Cory Riecks         | S     | 7 novembre 1988  | Stati Uniti          |
| 7  | Tyson Norton        | L     | 14 dicembre 1983 | Stati Uniti          |
| 8  | Vincenzo Devany     | P     | 16 agosto 1988   | Stati Uniti          |
| 9  | Brandon Directo     | S     | -                | Stati Uniti          |
| 10 | Steve Zelko         | L     | -                | Stati Uniti          |
| 10 | Garrett Lough       | C     | -                | Stati Uniti          |
| 11 | Ian Wright          | C     | 24 febbraio 1989 | Stati Uniti          |
| 11 | Dalton Ammerman     | S     | 11 aprile 1991   | Stati Uniti          |
| 12 | Cullen Irons        | O     | 9 aprile 1988    | Stati Uniti          |
| 12 | Ryan Bridge         | P     | -                | Stati Uniti          |
| 13 | Taylor Gregory      | C     | 6 febbraio 1993  | Stati Uniti          |
| 13 | Amir Lugo-Rodriguez | C     | 25 ottobre 1993  | Stati Uniti          |
| 14 | Mike Stewart        | C     | -                | Stati Uniti          |
| 19 | Bryce Yould         | C     | -                | Stati Uniti          |
| -  | Lev Girshfeld       | S     | 10 gennaio 1989  | Stati Uniti          |